# 伊瓜苏河畔绍达迪
伊瓜苏河畔绍达迪是巴西巴拉那州的一个市镇。总面积152.084平方公里，总人口5137人，人口密度33.8人/平方公里。